# Meistaraflokkur 1920
La Meistaraflokkur 1920 fu la nona edizione del campionato di calcio islandese e concluso con la vittoria del Víkingur al suo primo titolo.

## Formula
Il numero di squadre partecipanti si ridusse da quattro a tre che si incontrarono in un turno di sola andata per un totale di due partite.

## Squadre partecipanti
| Club     | Città     | Posizione 1919     |
| -------- | --------- | ------------------ |
| Fram     | Reykjavík | 2°                 |
| KR       | Reykjavík | Campione d'Islanda |
| Víkingur | Reykjavík | 3°                 |

Tutti gli incontri si disputarono allo stadio Melavöllur, impianto situato nella capitale.

## Classifica finale
|                    | Pos. | Squadra  | Pt | G | V | N | P | GF | GS | DR |
| ------------------ | ---- | -------- | -- | - | - | - | - | -- | -- | -- |
| Islanda (bandiera) | 1.   | Víkingur | 4  | 2 | 2 | 0 | 0 | 9  | 5  | +4 |
|                    | 2.   | KR       | 2  | 2 | 1 | 0 | 1 | 5  | 5  | +0 |
|                    | 3.   | Fram     | 0  | 2 | 0 | 0 | 2 | 3  | 7  | -4 |

Legenda:

      Campione di Islanda
Note:

Due punti a vittoria, uno a pareggio, zero a sconfitta.

### Verdetti
- Víkingur Campione d'Islanda 1920.